# Rödgumpad blånäbb
Rödgumpad blånäbb (Spermophaga poliogenys) är en fågel i familjen astrilder inom ordningen tättingar.

## Utbredning och systematik
Fågeln förekommer i urskogar i östra Kongo-Kinshasa och sydvästra Uganda. Den behandlas som monotypisk, det vill säga att den inte delas in i några underarter.

## Status
IUCN kategoriserar arten som livskraftig.